# Салорно (Болцано)
Салорно (итал. Salorno) је насеље у Италији у округу Болцано, региону Трентино-Јужни Тирол.
Према процени из 2011. у насељу је живело 2783 становника. Насеље се налази на надморској висини од 214 м.

## Становништво
Према резултатима пописа становништва 2011. у општини је живело 3.533 становника.
| 1931. | 1936. | 1951. | 1961. | 1971. | 1981. | 1991. | 2001. | 2011. |
| ----- | ----- | ----- | ----- | ----- | ----- | ----- | ----- | ----- |
| 2.644 | 2.711 | 2.785 | 2.782 | 2.632 | 2.549 | 2.548 | 2.938 | 3.533 |